# Kalaschnikow SR-1
Das Kalaschnikow SR-1 ist ein russisches Sportschützenselbstladegewehr. Es basiert auf dem ebenfalls vom Konzern Kalaschnikow hergestellten Sturmgewehr AK-107.

## Entwicklung

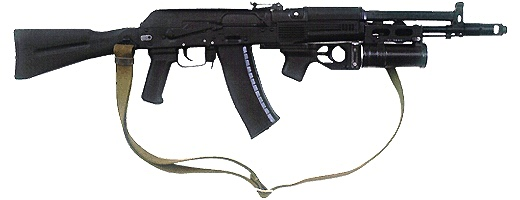
Ausgangsmodell AK-107 (mit Unterlaufgranatwerfer GP-30)

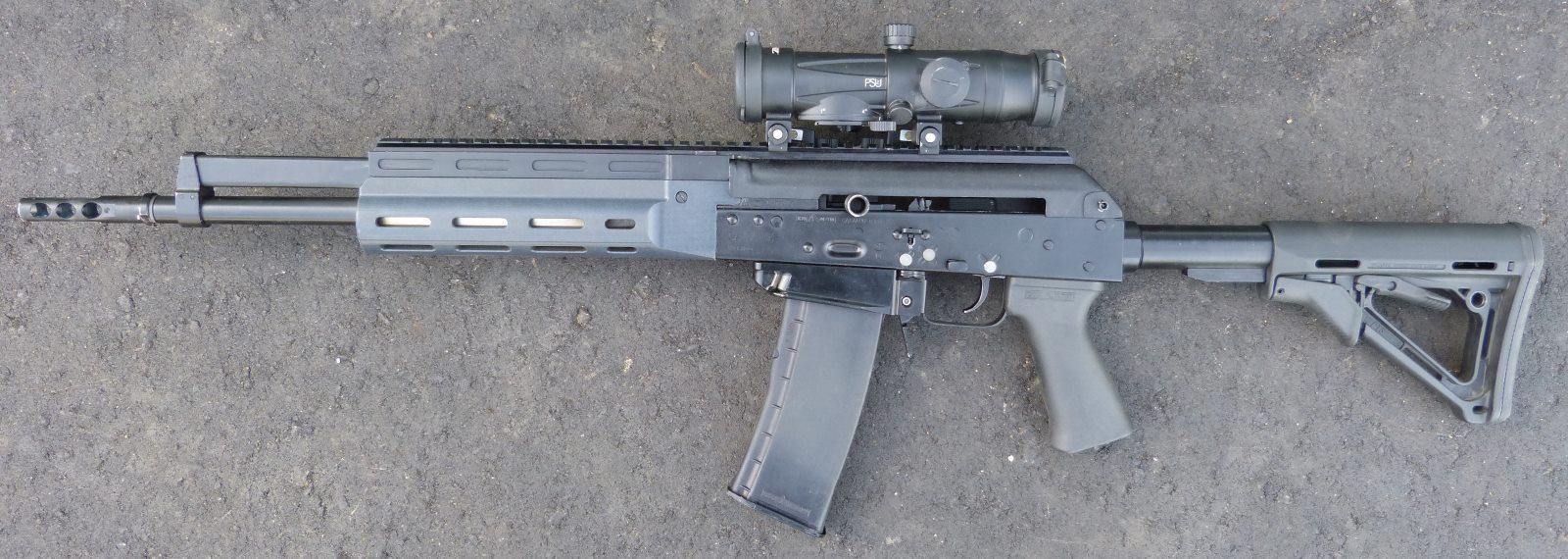
Saiga MK-107, 2015

Im Jahr 2012 wurde bei Kalaschnikow beschlossen, eine Variante des AK-107 für den zivilen Markt zu entwickeln. Frühere zivile Ableger der Kalaschnikow-Waffenfamilie wurden unter der Marke Saiga vertrieben, und so bekam das Projekt zunächst den Namen Saiga MK-107. Diese Saiga MK-107 hatte das Kaliber 5,45 × 39 mm. 2018 begann die Serienproduktion der endgültigen Version SR-1 im Kaliber .223 Remington, die im Mai 2018 in den Verkauf gebracht wurde.

## Technik

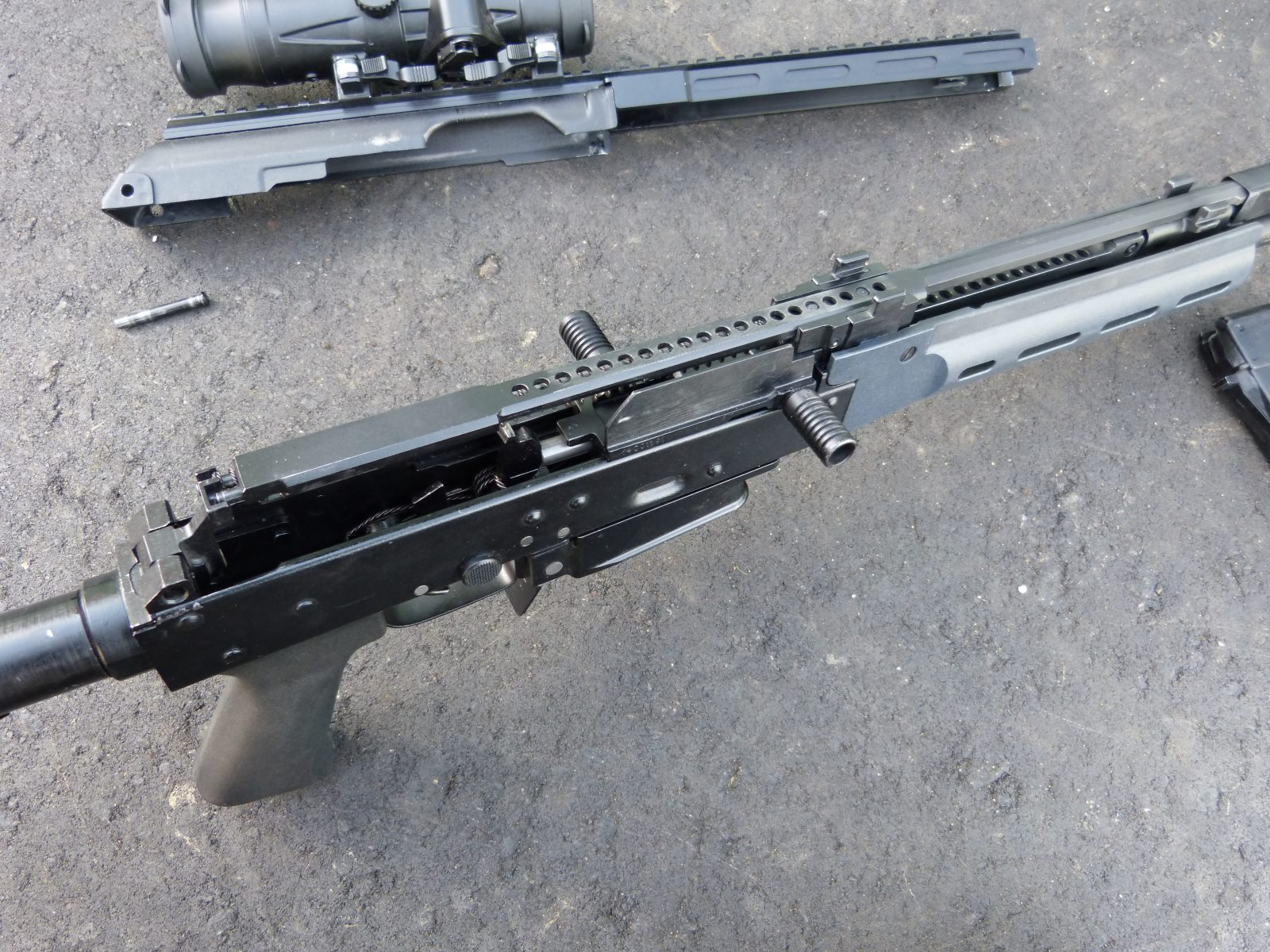
Saiga MK-107 mit abgenommenem Verschlussdeckel

Das SR-1 ist ein Gasdrucklader mit Drehkopfverschluss. Grundsätzlich basiert es auf dem Kalaschnikow-Verschlusssystem mit zwei Verriegelungswarzen, hat aber zwei übereinanderliegende gegenläufige Gaskolben. Der Lauf ist freischwingend und wird von dem ausschließlich am Verschlussgehäuse befestigten Vorderschaft umgeben.
Das SR-1 ist, wie das AK-107, mit einem Gegengewicht ausgestattet, das die zurücklaufende Verschlussmasse kompensiert und dadurch einen Großteil des Rückstoßes aufnimmt, wodurch die Waffe beim Zweitschuss besser im Ziel liegt. Das System geht auf Experimentalwaffen aus den 1970er-Jahren (AO-38, AL-4 und AL-7) zurück. Gaskolben und Verschlussträger auf der einen sowie das Gegengewicht mit dem zweiten Gaskolben auf der anderen Seite sind mit einer Längsverzahnung ähnlich einer Zahnstange ausgestattet und mit zwei Zahnrädern (AK-107/108: ein Zahnrad) miteinander verbunden. Verlässt das Projektil den Lauf, so wirken die  Pulvergase auf beide Gaskolben, der des Verschlussträgers wird nach hinten und der des Gegengewichtes nach vorn gedrückt. Die Zahnräder synchronisieren die Bewegung beider Teile.
Die Waffe ist vollständig beidseitig bedienbar. Dazu verfügt sie über eine Stiftsicherung oberhalb des Abzugsbügels sowie je einen Spannhebel auf der linken und der rechten Seite, die, wie bei den Kalaschnikows üblich, fest mit dem Verschlussträger verbunden sind. Beide Gaskolben haben eine eigene Rückholfeder. Das SR-1 hat einen Verschlussfang und ist kompatibel mit STANAG-Magazinen. Der Magazinauslöseknopf befindet sich auf der linken Seite des Verschlussgehäuses.
Als Schulterstütze dient eine AR-15-typische, in der Länge verstellbare Schulterstütze. Der Verschlussdeckel ist steifer als der einer Kalaschnikow ausgelegt und trägt die Picatinnyschiene. Er wird am Verschlussgehäuseende mit einem Bolzen fixiert. Somit ist sichergestellt, dass beim teilweisen Zerlegen der Waffe die Visiereinrichtung nicht verstellt wird.